# Prasat Kravan
Prasat Kravan (kmerski za "Hram kardamoma") je maleni kmerski hinduistički hram u Angkoru, Kambodža. Prema natpisu na dovratniku vrata, hram je 921. godine posvećen bogu Višnuu.
Hram se nalazi južno od baraya (golemi kmerski vještački bazen) Srah Sranga i hrama Banteay Kdei, a sastoji se od pet tornjeva (prasat) od crvenkaste opeke na zajedničkoj terasi. Na njegovoj istočnoj strani nalazi se plitki rov, a cijeli hram je veoma cijenjen zbog svojih klasičnih i skladnih linija, te simetrije. Naime, svi tornjevi imaju identično prizemlje u kojem je svetište, a središnji i južni toranj se razliku samo nadodanim katovima. U svetištima se nalaze iznimno veliki bareljefi s prikazima boga Višnua i njegove družice, božice Lakšmi, koji su uklesani izravno u zidove od opeke, a povezani su biljnom žbukom. Ovakve umjetnine su jedinstvene u kmerskoj umjetnosti, a uobičajene su u hramovima Kraljevstva Čampa (Vijetnam).
Hramu je 1930-ih očistio od vegetacije francuski arhitekt Henri Marchal, a od 1962. – 66. godine je obnovljen na inicijativu Bernarda Philippea Grosliera koji je prilikom obnove nove opeke označio s "CA" (u značenju Conservation Angkor, tj. "Očuvanje Angkora").
Od 1992. godine, Prasat Kravan je, kao dio Angkora, na popisu svjetske baštine UNESCO-a.
- Prasat Kravan straga
- Ispred hrama
- Pogled gore kroz središnji toranj
- Višnu na Garudi
- Lakšmi s obožavateljima